# Castello di Frinco
Il Castello di Frinco è un castello di origine medioevale situato a Frinco, nel Monferrato astigiano in Piemonte.

## Storia

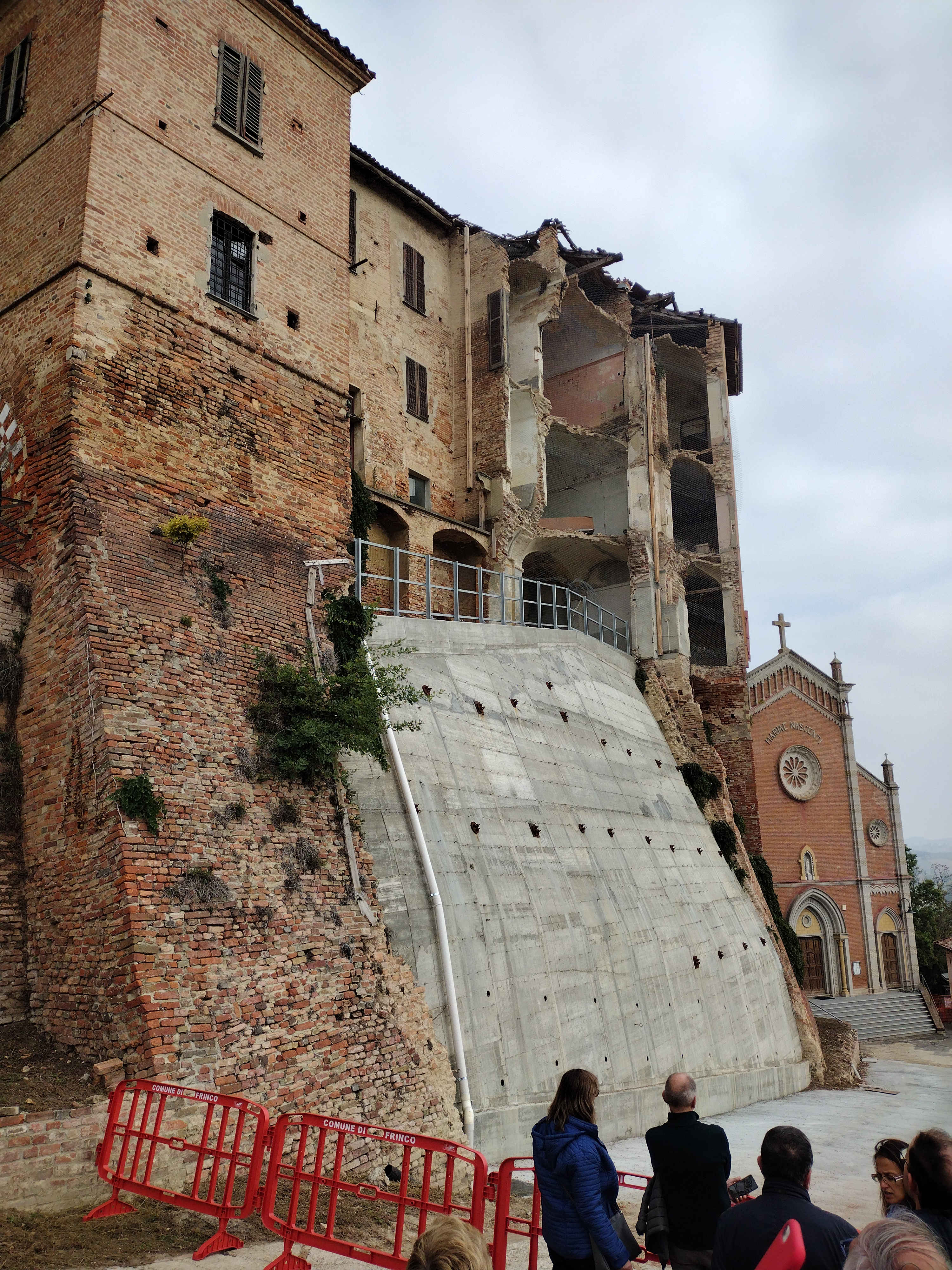
Il muro di contenimento costruito dopo i crolli

I primi documenti attestanti l'esistenza del castello risalgono al 1288, mentre il centro abitato viene menzionato sulla documentazione storica fin dal 1177.
A partire dal 1250 Frinco iniziò a fare parte dei possedimenti dei banchieri Pelletta, di Asti, i quali lo cedettero a inizio XIV secolo ad un'altra famiglia di banchieri, quella dei Turco, che ne mantennero il possesso fino al 1342. Nel 1355 l'imperatore Carlo IV cedette il castello, coinvolto in precedenza nella contesa tra guelfi e ghibellini, al marchese Giovanni II del Monferrato. Nel 1438 l’imperatore Alberto II dichiarò Frinco feudo imperiale. A partire dal 1442 il castello passò alla nobile famiglia dei conti Mazzetti, che a partire dal 1733 si fregiarono anche del titolo di marchesi. Questi ultimi nel 1630 resistettero alle truppe francesi che riuscirono poi a prendere il castello utilizzando le mine. I Mazzetti esercitarono per lungo tempo il diritto di battere moneta. Nel 1829 il castello passò poi agli Incisa di Camerana.
 Fu poi requisito tra il 1915 e il 1918, divenendo un grande centro di prigionia per i militari dell'Impero austro-ungarico catturati durante la Prima guerra mondiale: una lapide a ricordo di questo periodo venne inaugurata nel 2016 da una delegazione della Croce Nera d'Austria. Il castello passò poi anche ai Padri Giuseppini che lo utilizzarono come istituto ginnasiale.
All'inizio degli Anni Sessanta l’azienda Morlini acquistò l'edificio, impiantandovi un allevamento avicolo; l'attività si sviluppò per alcuni anni, ma successivamente la ditta fallì ed il castello venne sequestrato e messo all'asta. La famiglia Pica Alfieri nel venne in possesso nel 1992, ma nel 2011 e nel 2014 due successive frane distrussero una parte dell'edificio, mettendo anche a rischio la sicurezza delle abitazioni sottostanti e della vicina chiesa.
 Il castello fu acquistato nel 2019 dal comune di Frinco, che a partire dall'anno successivo ne sta curando il recupero e la messa in sicurezza.

## Descrizione

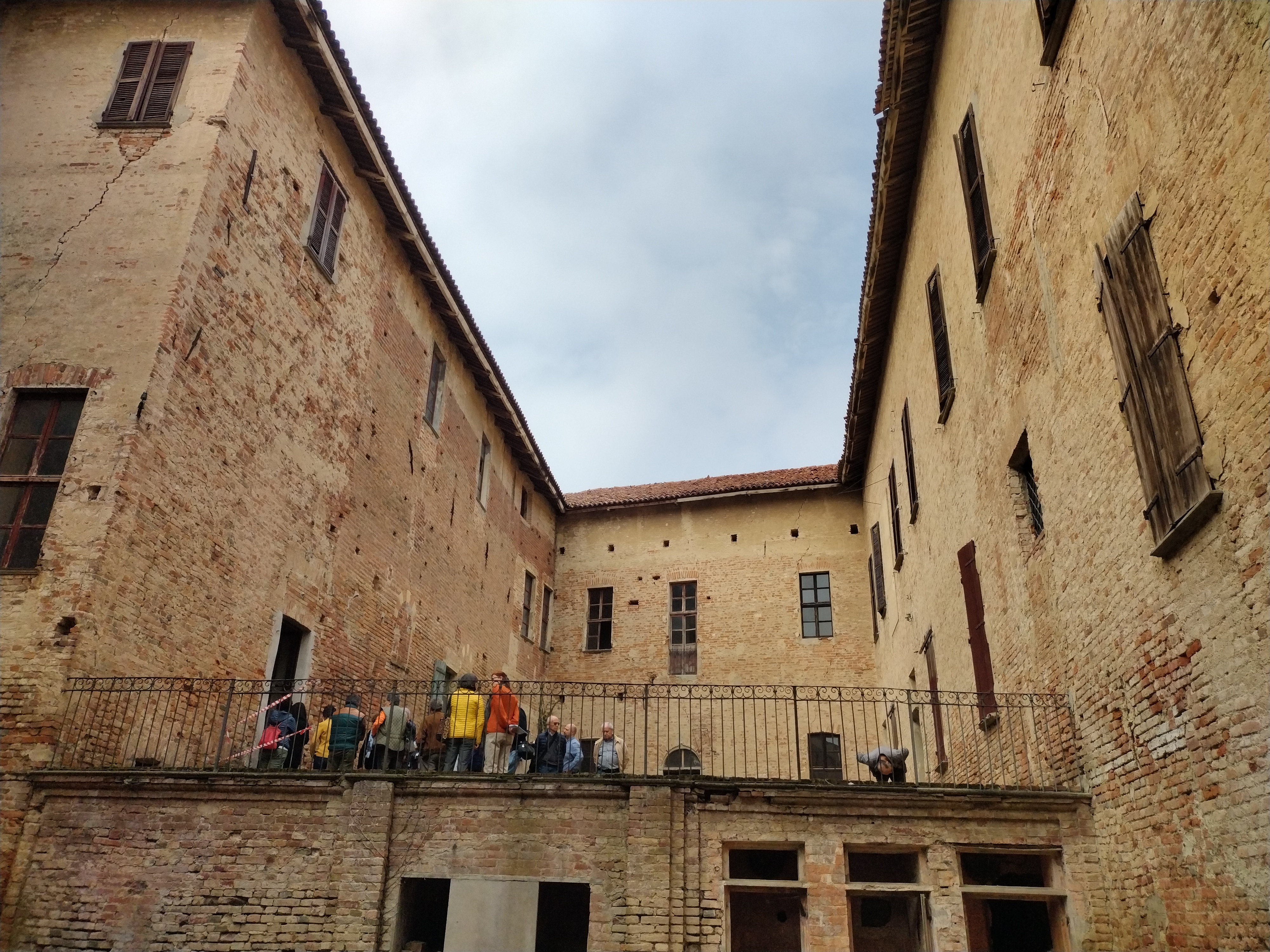
Vista del cortile interno

Il castello sorge in posizione dominante in cima alla collina, a lato della quale si trova il borgo di Frinco. L'edificio presenta una struttura piuttosto articolata, con diversi corpi di fabbrica.
La sua parte più antica è costituita da una alta torre circolare in laterizio, addossata allo spigolo occidentale del castello. L'ingresso del complesso fortificato è costituito da un portico sormontato da grandi archi e difeso da una grata metallica, il quale dà accesso ad un cortile inferiore. Di qui si possono raggiungere i vecchi magazzini sotterranei e le cucine. Un secondo cortile, posto ad una quota maggiore, è separato dal cortile inferiore da una balconata.
 Alcune delle stanze conservano decorazioni a stucco forse risalenti al Seicento, mentre un locale fu utilizzato come cappella nel periodo di gestione dei Padri Giuseppini.